# Amersfoortsche Bank
De Amersfoortsche Bank was een bank te Amersfoort.
De N.V. Amersfoortsche Bank werd in december 1902 opgericht met een kapitaal van 50.000 gulden. Over 1906 werd een dividend van 2% uitbetaald. Verder ontbreken berichten in de pers. In oktober 1910 besloten aandeelhouders echter tot liquidatie van de N.V. waarbij verwacht werd dat op de aandelen 100% kon worden terugbetaald

## Trivia
In 1924 kwam de voormalige bankinstelling opnieuw in het nieuws omdat een oud-medewerker in een nieuwe betrekking grote bedragen verduisterde en daarna zelfmoord pleegde.